# Radl-hágó
A Radl-hágó (németül Radlpaß vagy Radlpass, szlovénul Radlje) közúti átkelőhely 670 méter tengerszint feletti magasságban, az osztrák-szlovén határon. Magashegyi útvonal a  stájerországi Saggautalból (Eibiswald) a szlovéniai Dráva-völgybe (Radlje ob Dravi, Mahrenberg). Napjainkban határállomásként már nem működik. A Koralpe hegység Poßruck nevű délkeleti vonulatában helyezkedik el.

## Topográfiai jellemzők
A Poßruck (szlovénul Kozjak) a Lavanttali Alpok (másképpen Noricum-i) egyik hegyvonulata, amely az ausztriai Salzburg tartomány és a szlovéniai Spodnja Stajerska (Alsó-Stájer) területek határa mentén (lényegében országhatáraként) húzódik. A hegység északi határa a Saggau-völgy, délen a Dráva, keleten a Windische Blühel (szlovénul Slovenske Gorice), nyugaton pedig a Radl-hágó. A Poßruck fővonulata vízválasztó a Mura és a Dráva vízgyűjtó területei között. Kristálytanilag összetett, a paleozoikum harmadkorában kialakult kőzetekből álló középhegység. Területén két – nemzetközi forgalom által is igénybevett – hágója:
- nyugaton a Radl- (Radlje)-,
- keleten pedig a Langegg- (Jurij-)

Ezekhez kis, helyi jelentőségű hegyi átkelőhelyek is csatlakoznak, mint a Großwalz (Duh), St. Pankratzen (Sv. Pankraciji), Oberhaag (Remsnik), Arnfels (Kapla), Schloßberg (Gradisce).

## Ausztriai út a hágóhoz
A hágót az ausztriai közúthálózattal a Radlpaß-Straße, vagyis a (B76) Landstraße (tartományi útja) köti össze. Az út 49,3 kilométer hosszú, elnevezését az osztrák-szlovén határátkelőn levő „Radlpaß” (Radl-hágótól) kapta. Az útvonal Lieboch településnél csatlakozik a Pack Straße (Pack-út) (B70) számú főúthoz, amely a déli autópálya megépítéséig  Ausztria egyik legfontosabb útjának számított.  Az útvonal keresztezi a Süd-Autobahn (A2) vonalát. Lannachnál az útvonal települést elkerülő szakaszon halad. Egyébként az útvonal teljes hosszán ipari- és más üzemi telephelyek környezetében halad, s ezért igen erős közúti forgalom terheli. Emiatt – mivel a települések helyi forgalmával is terhelt, az egyébként is alulméretezett út-keresztmetszetek és a kissugarú ívek miatt Lannach és Deutschlandberg belterületén közlekedési dugókat Stau okoz. Az út Stainzon halad tovább Deutschlandsbergbe. Ez a szakasz mozgalmas, dimbes-dombos tájon halad, erős emelkedők alakultak ki. Sok emelkedőjén harmadik forgalmi (lassújármű-) sávot létesítettek, hogy a gyorsabb közlekedők áthaladását megkönnyítsék. A Radllpaß-Straße Deutschlandsberg-nél is elkerülő szakaszon halad. A településtől délre ágazik ki a Sulmtal-Straße (B74). A következő nagyobb település Eibiswald. A B76-os utat itt keresztezi a Südsteirische Grenz Straße (B69), s a két út rövid szakaszon közös pályán is halad. Az útvonal további része már a Radl-hágót képezi.
A Grazból Lannach-, Stainz-, Frauental-on át Deutschlandsbergig haladó utat írások alapján 1868-tól ismerjük. az 1868. október 3-i rendelet a Stájer Hercegség I. osztályú útjának minősítette. 1938. április 1-je és 1945 között (Anschluss) a Bezirkstraßen I. rendszerébe sorolták, fenntartójaként pedig Stájer tartomány közigazgatását nevezve  meg. A Radlpaß Straße 1951. január 1. óta Ausztria állami főúthálózatába (Bundesstraße) tartozik.

## A Radl-hágó
(ném.: Radlpaß; szlov.: Radlje) Tulajdonképpen egy 670 méter tengerszint feletti magasságban fekvő hegynyereg (Sattel), a Lavantvölgyi (Lavanttaler Alpok Koralm-hegyvonulatában, annak Poßruck (Kozjak) nevű hegységében fekszik. Az ausztriai Stájerország (Steiermark) és a szlovéniai Alsóstájerország (Untersteiermark, Stajersko) vidékét kapcsolja össze, s mint ilyen, a hágó történelme során mindenkor az egyik legfontosabb érintkezési, közlekedési-szállítási kapcsolatot jelentette az északi stájerországi területrészek  és Alsó-Stájerország népei között.. Az utolsó osztrák határmenti települések: Aibl, valamint Großradl, a szlovén oldalon: Radlje ob Dravi (Mahrenberg). A hágóhoz vezető északi út a ’’’B76’’’-os számozású Landesstraße, szlovén oldalon elnevezése a hágóéval megegyezően: Radlje. A hágón átvezető út maximális emelkedése 18%. A hágó – Szlovénia, illetve az önálló Jugoszlávia megalakulása óta a közelmúltig határállomásként is jelentős volt. Az EU-n belüli belső határok megnyitása óta – a korábbi határintézmények épületei, parkolói részben közúti pihenőként, részben turisztikai bázisterületté változtatták. A hágó magaspontja körül számos turistaút, turisztikai/idegenforgalmi intézmény útjelzői (táblák, túratérképek stb.) gazdagítják. Mindennek ellenére, meglehetősen elfelejtett hely képét és hangulatát sugallja. A hágó, s főként közvetlen környezetének turisztikai jelentősége nagyvonalúan a következőképp jellemezhető:
A környék – körülvéve a Weinebene (borvidék) adottságaival - a hegyvonulat közepén található hágónyergeivel, a hágótól, a környező hegycsúcsokat megcélzó turistaútjaival - kedvelt idegenforgalmi-turisztikai vonzerőt képez. Ezekhez kapcsolódik még az északi oldali téli síterep, valamint a sajátos helyi légköri és topográfiai viszonyokra alapozó (tavasszal és ősszel órákig tartó termik stb.) ugró- és siklóernyőzés is. Jelentősebb turistacélok:
- Reinischkogel (1463 m.Af.)
- Großer Speikkogel (2140 m.Af.)
- Schrogentor
- Ob. Modriachwinkel

## A hágóhoz vezető szlovén úthálózat
A hágótól érkező közút Ravlje ob Dravi-nél csatlakozik arra a Dráva-völgyön végigfutó 1. sz. főúthoz, amelyik Maribor, Dravograd és Völkermarkt vonalán (E80) ősi kalmárútvonalnak számít. Míg az előzőkben felsorolt hágók és magashegyi átkelőhelyek, a stájer területekkel fennálló mindennapi közlekedési kapcsolatokat biztosították, ez az út a Dráva menti területet a közép-európai távolsági kapcsolatot képezte. Erre utalnak az út által érintett, arra a Dráva északi partján felfűződő települések is, főleg azok kisvárosias jellegű központjai (kis tér, körülötte templom és temető, fogadó, üzlet, községháza). A táji környezet, az érzékelhető életforma, a múltból megmaradt – elsősorban építészeti – emlékek összhatása a stájerivel rokon. Az útvonal kiépítettsége és felszereltsége (üzemanyagtöltő, szervizek, pihenőhelyek, fogadók és étkezőhelyek), a Pohorje és  a Poßruck (Kozjak) vonulatai közt, a völgyön kanyargó útvonalat  kellemes idegenforgalmi folyosóvá teszi. A térség alapvetően agrár-jellege csak az útvonalak végpontjai (Maribor, illetve Dravograd) térnek el ettől, no meg a Drávára telepített vízlépcsők elektromos centráléi.

## Képgaléria
,  ,  ,  ,  ,  ,  ,

### Térképek
- ADAC Auto Atlas Europa 2004/2005. - ISBN 3-8264-1374-1
- Freitag-Berndt:  Wander- Rad- und Freizeitkarte WK 022 – ISBN 978-3-85084-703-2
- Freitag-Berndt: Freizeitführer WK 022 - ISBN 978-3-85084-703-2
- Editori Tabacco: Dolomiti Tirolo 2005 M = 500 000 – ISBN 978 8883 150 531
- Freitag-Berndt: Osttirol / Kärnten 2005. -  M: 1:200 000

## Külső hivatkozások
A szócikk összeállítása során áttekintett német Wikipédia-szócikkek forrás- és szakirodalmi dokumentumai lehetőséget biztosítanak a címben jelzett témakör mélyebb és részletezőbb tanulmányozására, nevezetesen:
- Ragimund Reimesch: Untersteiermark. Alpenland-Buchhandlung Südmark, Graz 1944.
- Wilhelm Sattler: Die Untersteiermark. Eine Darstellung der bevölkerungspolitischen und wirtschaftlichen Grundlagen. Das Joanneum Nr. 8, Steirische Verlagsanstalt, Graz 1942.
- Joachim Hösler: Von Krain zu Slowenien: die Anfänge der nationalen Differenzierungsprozesse in Krain und der Untersteiermark von der Aufklärung bis zur Revolution 1768 bis 1848. Oldenbourg, München 2006 (414 S.).
- Harald Heppner (Hrsg.): Slowenen und Deutsche im gemeinsamen Raum: neue Forschungen zu einem komplexen Thema. Tagung der Südostdeutschen Historischen Kommission (Maribor), September 2001. Oldenbourg, München 2002 (167 S.).
- Hans Hermann Frensing: Die Umsiedlung der Gottscheer Deutschen. Oldenbourg, München 1970.
- Gerhard Jochem, Georg Seiderer (Hrsg): Entrechtung, Vertreibung, Mord. NS-Unrecht in Slowenien und seine Spuren in Bayern 1941–1945. Metropol Verlag, Berlin 2005, ISBN 3-936411-65-4
- Beschluss des Kärntner Landtages vom 23. Mai 2002, veröffentlicht im Landesgesetzblatt 25/2002
- Gesetz vom 3. Oktober 1868, giltig für das Herzogthum Steiermark, womit die Bezirksstraßen I. Classe bestimmt werden. LGBl. Nr. 14/1868.
- Kundmachung des k.k. Statthalters in Steiermark vom 29. Jänner 1886. LGBl. Nr. 5/1886.
- Kundmachung des k.k. Statthalters in Steiermark vom 24. Jänner 1890. LGBl. Nr. 14/1890.
- Bundesstraßengesetz vom 18. Februar 1948, Verzeichnis D.
- Bundesgesetz vom 17. Mai 1961, womit das Bundesstraßengesetz abgeändert wird, Verzeichnis I.
- Gesetz vom 7. Juli 1955 über die öffentlichen Straßen mit Ausnahme der Bundesstraßen (Straßengesetz), LGBl. Nr. 24/1955.